# Dukmak
Dukmak (arab. دقماق) – miejscowość w Syrii, w muhafazie Hama. W 2004 roku liczyła 1042 mieszkańców.